# Litodamus olga
Litodamus olga is een spinnensoort in de taxonomische indeling van de Nicodamidae.
Het dier behoort tot het geslacht Litodamus. De wetenschappelijke naam van de soort werd voor het eerst geldig gepubliceerd in 1995 door M. S. Harvey.